# TJ VSŽ Košice (fotbal)
TJ VSŽ Košice (celým názvem: Telovýchovná jednota Východoslovenské železiarne Košice) byl slovenský fotbalový klub, který sídlil v krajském městě Košice v Košickém kraji na východě Slovenska.
Po založení Východoslovenských železáren v roce 1960 se začaly stranické orgány podniku zabývat myšlenkou založení podnikové tělovýchovné jednoty. Dohoda mezi stranickými a odborářskými orgány v létě 1961 zajistila založení přípravného výboru pro založení tělovýchovné jednoty. Ta byla založena na ustanovující schůzi 11. srpna 1961 pod názvem TJ VSŽ Košice. V průběhu roku pak bylo vytvořeno jedenáct oddílů – nejznámějšími byly fotbalový, atletický a hokejový.
V červenci 1963 bylo mezi výbory TJ VSŽ a TJ Lokomotíva Košice dohodnuto sloučení obou jednot pod názvem TJ Lokomotíva VSŽ Košice. Fúze byla zrušena v roce 1967 po odstoupení TJ VSŽ ze společné spolupráce mezi oběma jednotami. V roce 1992 byl fotbalový oddíl sloučen s TJ Jednota VSS Unimex Košice do nového klubu 1. FC Košice, čímž vznikl první profesionální klub na Slovensku. Samotný oddíl TJ VSŽ odehrál sezónu 1992/93 jako farma košického 1. FC.
Své domácí zápasy odehrával na spartakiádním stadionu TJ VSŽ.

## Historické názvy
Zdroj: 
- 1961 – TJ VSŽ Košice (Telovýchovná jednota Východoslovenské železiarne Košice)
- 1963 – fúze s TJ Lokomotíva Košice ⇒ TJ Lokomotíva VSŽ Košice (Telovýchovná jednota Lokomotíva Východoslovenské železiarne Košice)
- 1967 – znovu oddělení ⇒ TJ VSŽ Košice (Telovýchovná jednota Východoslovenské železiarne Košice)
- 1992 – fúze s TJ Jednota VSS Unimex Košice ⇒ zánik

## Umístění v jednotlivých sezonách
Stručný přehled
Zdroj: 
- 1968–1969: Krajský přebor – sk. Východ
- 1969–1972: Divize F
- 1972–1974: 3. liga – sk. C
- 1974–1975: 2. liga
- 1975–1976: 1. SNFL
- 1976–1978: Divize F
- 1978–1979: Divize – sk. Východ
- 1979–1983: 1. SNFL
- 1983–1988: 2. SNFL – sk. Východ
- 1988–1990: Divize – sk. Východ
- 1990–1991: 2. SNFL – sk. Východ
- 1991–1993: 1. SNFL

Jednotlivé ročníky
Zdroj: 
Legenda: Z – zápasy, V – výhry, R – remízy, P – porážky, VG – vstřelené góly, OG – obdržené góly, +/- – rozdíl skóre, B – body, červené podbarvení – sestup, zelené podbarvení – postup, fialové podbarvení – reorganizace, změna skupiny či soutěže
| Československo (1968 – 1993) |                             |        |    |    |    |    |    |    |     |    |        |
| Sezóny                       | Liga                        | Úroveň | Z  | V  | R  | P  | VG | OG | +/- | B  | Pozice |
| 1968/69                      | Krajský přebor – sk. Východ | 4      | …  | …  | …  | …  | …  | …  | …   | …  |        |
| 1969/70                      | Divize F                    | 4      | 26 | 10 | 7  | 9  | 38 | 41 | -3  | 27 | 5.     |
| 1970/71                      | Divize F                    | 4      | 26 | 14 | 7  | 5  | 49 | 21 | +28 | 35 | 2.     |
| 1971/72                      | Divize F                    | 4      | 26 | 15 | 6  | 5  | 58 | 28 | +30 | 36 | 1.     |
| 1972/73                      | 3. liga – sk. C             | 3      | 26 | 13 | 6  | 7  | 41 | 20 | +21 | 32 | 2.     |
| 1973/74                      | 3. liga – sk. C             | 3      | 26 | 14 | 7  | 5  | 45 | 21 | +24 | 35 | 1.     |
| 1974/75                      | 2. liga                     | 2      | 30 | 10 | 4  | 16 | 36 | 49 | -13 | 24 | 15.    |
| 1975/76                      | 1. SNFL                     | 3      | 26 | 9  | 6  | 11 | 40 | 37 | +3  | 24 | 12.    |
| 1976/77                      | Divize F                    | 4      | 26 | 16 | 4  | 6  | 60 | 31 | +29 | 36 | 3.     |
| 1977/78                      | Divize F                    | 3      | 30 | 18 | 1  | 11 | 48 | 30 | +18 | 37 | 4.     |
| 1978/79                      | Divize – sk. Východ         | 3      | 22 | 18 | 1  | 3  | 48 | 8  | +40 | 37 | 1.     |
| 1979/80                      | 1. SNFL                     | 2      | 30 | 10 | 11 | 9  | 37 | 34 | +3  | 31 | 7.     |
| 1980/81                      | 1. SNFL                     | 2      | 30 | 12 | 5  | 13 | 30 | 37 | -7  | 29 | 12.    |
| 1981/82                      | 1. SNFL                     | 2      | 30 | 9  | 11 | 10 | 35 | 32 | +3  | 29 | 9.     |
| 1982/83                      | 1. SNFL                     | 2      | 30 | 6  | 8  | 16 | 23 | 43 | -20 | 20 | 16.    |
| 1983/84                      | 2. SNFL – sk. Východ        | 3      | 30 | 12 | 5  | 13 | 31 | 30 | +1  | 29 | 10.    |
| 1984/85                      | 2. SNFL – sk. Východ        | 3      | 30 | 12 | 6  | 12 | 51 | 43 | +8  | 30 | 8.     |
| 1985/86                      | 2. SNFL – sk. Východ        | 3      | 30 | 13 | 5  | 12 | 52 | 45 | +7  | 31 | 4.     |
| 1986/87                      | 2. SNFL – sk. Východ        | 3      | 30 | 10 | 8  | 12 | 41 | 39 | +2  | 28 | 10.    |
| 1987/88                      | 2. SNFL – sk. Východ        | 3      | 30 | 11 | 5  | 14 | 37 | 41 | -4  | 27 | 15.    |
| 1988/89                      | Divize – sk. Východ         | 4      | 30 | 18 | 4  | 8  | 54 | 35 | +19 | 40 | 2.     |
| 1989/90                      | Divize – sk. Východ         | 4      | 30 | 21 | 3  | 6  | 65 | 19 | +46 | 45 | 1.     |
| 1990/91                      | 2. SNFL – sk. Východ        | 3      | 30 | 20 | 6  | 4  | 72 | 33 | +39 | 46 | 1.     |
| 1991/92                      | 1. SNFL                     | 2      | 30 | 13 | 11 | 6  | 37 | 27 | +10 | 37 | 2.     |
| 1992/93                      | 1. SNFL                     | 2      | 30 | 8  | 6  | 16 | 31 | 47 | -16 | 22 | 14.    |